# Спицкопп
Спицкопп — горная формация (инзельберг), состоящая из нескольких гранитных пиков, расположенная между Усакосом и Свакопмундом, в пустыне Намиб, Намибия. Возраст скал составляет более 120 миллионов лет. Самая высокая вершина достигает 1784 м над уровнем моря и почти на 700 м выше окружающего плато.
Горы были образованы в результате интрузии, которая, однако, не достигла поверхности земли. В течение миллионов лет окружающие поверхностные породы выветривались, и от интрузии остался только стойкий к атмосферным воздействиям гранит. Территория вокруг горы известна своими пегматитовыми минералами, особенно топазом.
Растительность, особенно бурзеровые, Boscia foetida, Adenia pechuelii и молочай, здесь более обильна, чем в окрестностях, поскольку здесь часто идут дожди.
Странные скальные образования являются популярным местом для альпинистов. Летом скалолазание практически невозможно, потому что скалы слишком сильно нагреваются на солнце. Вопреки всему, восхождение на вершину затруднено, первое восхождение произошло только в 1946 году. В настоящее время в этом районе насчитывается около 200 альпинистских маршрутов, некоторые из которых очень сложны.